# Großsteingräber bei Hanstedt II

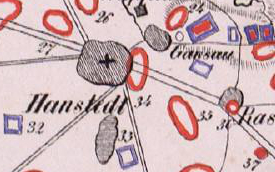
Prehistorische gedenktekens in de omgeving van Hanstedt II (hunebedden zijn blauw)

De Großsteingräber bei Hanstedt II waren vijf  of zes hunebedden uit de trechterbekercultuur in de buurt van het tot Uelzen behorende Ortsteil Hanstedt II in Landkreis Uelzen, Nedersaksen. De bouwwerken werden in 3500 tot 2800 v. Chr. opgericht. 
Vier van deze bouwwerken zijn ook als Großsteingräber bei Gansau bekend. Alle graven werden in de tweede helft van de negentiende eeuw verstoord, met verdwijning als gevolg. De reden hiervan is onbekend. Misschien zijn de stenen bij de aanleg van wegen gebruikt of werden ze door de boeren vernietigd, omdat ze lastig waren bij het bewerken van het veld.

## Locatie

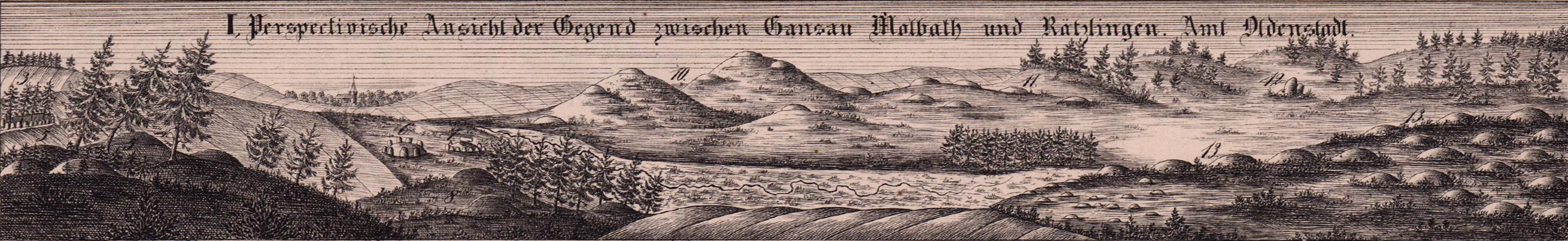
Perspectief van de hunebedden en grafheuvels ten oosten van Gansau, 1846

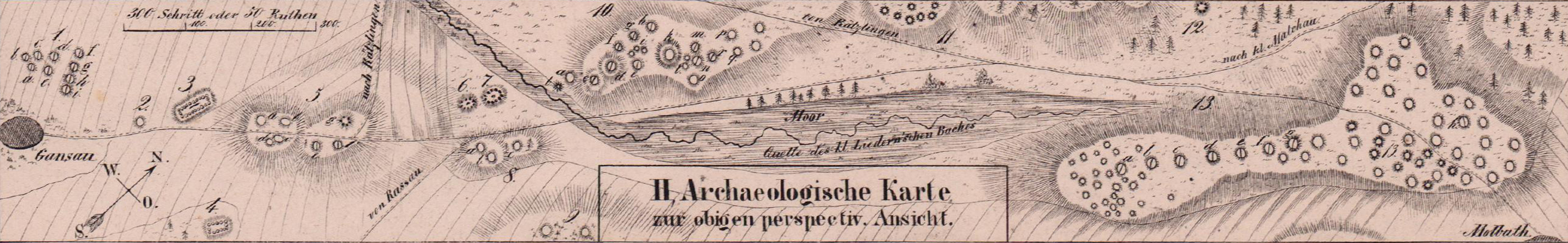
Kaart van de hunebedden en grafheuvels ten oosten van Gansau, 1846

De woonplaats Gansau ligt noordoostelijk van Hanstedt II. 
Vier graven liggen ten oosten hiervan. Grab 1 was de dichtstbijzijnde plek en ligt zo'n 170 meter verderop. Grab 2 lag ongeveer 140 meter ten zuiden en Grab 3 en 4 liggen hier weer zo'n 280 meter ten oosten vandaan. 
Er zijn nog twee andere graven ten zuidwesten en zuidoosten van Hanstedt II.

## Beschrijving
In 1846 documenteerde Georg Otto Carl von Estorff de hunebedden. Vier graven werden door hem nader beschreven. Hij maakte van drie hunebedden tekeningen. Deze vier graven werden Großsteingräber bei Gansau genoemd. 
Over de andere twee graven bij Hanstedt II maakte hij geen verdere opmerkingen. Twee van de door Erstorff beschreven bouwwerken dragen de nummers 799 en 800 uit de Sprockhoff-nummering. machte von Estorff keine näheren Angaben. Zwei der durch von Estorff beschriebenen Anlagen tragen die Sprockhoff-Nummern 799 und 800. 

### Grab 1

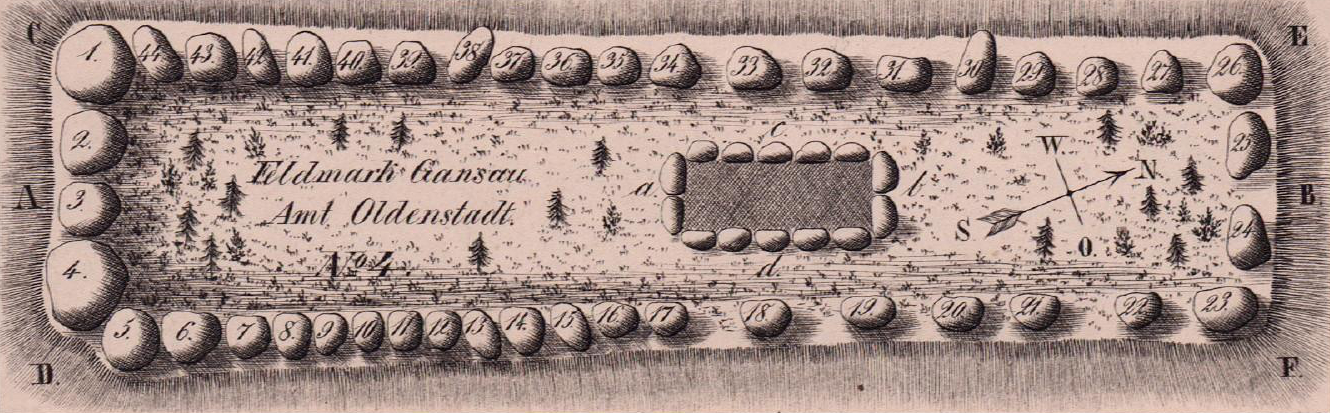
Grab 1 in Heidnische Alterthümer der Gegend von Uelzen im ehemaligen Bardengaue (Königreich Hannover), 1846

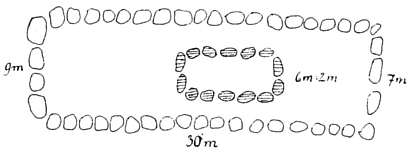
Grab 1 in Über Megalithgräber und sonstige Grabformen der Lüneburger Gegend, 1914

Grab 1 bezat een trapeziumvormig, ongeveer noord-zuidelijk georiënteerd hunebed met een lengte van 31 meter. Het was aan de zuidkant 9 meter breed en aan de noordkant was het 7 meter breed. De kransstenen waren tijdens het bezoek van Erstorff nog grotendeels volledig. Aan de oostelijke kant misten al enige onderdelen. Iets ten noorden van het midden van het hunebed lag de grafkamer. Deze was noord-zuidelijk georiënteerd en had een lengte van zo'n 4,6 meter. De grafkamer was zo'n 2 meter breed. De grafkamer bestond uit bestond uit vijf paren stenen aan de lange kant en één sluitsteen aan de korte zijde. Op de tekening zijn foutief twee sluitstenen aangegeven, de dekstenen waren allemaal al verwijderd. 

### Grab 2
Grab 2 was tijdens het bezoek van Erstorff al grotendeels verstoord. Het bezat een trapeziumvormig, noordoostelijk georiënteerd hunebed met een lengte van 22 meter en een breedte van 5 meter aan de noordoostelijke zijde en een breedte van 7 meter aan de zuidwestelijke zijde. De grafkamer lag aan de noordoostelijke zijde. Alle dekstenen waren al geroofd.

### Grab 3

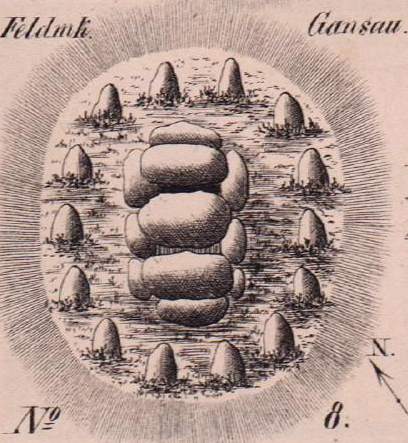
Grab 3 in Heidnische Alterthümer der Gegend von Uelzen im ehemaligen Bardengaue (Königreich Hannover), 1846

Grab 3 bezat een korte, ovalen, noordoost-zuidwestelijk georiënteerd hunebed met volledig bewaard gebleven kransstenen. De centraal gelegen grafkamer had een lengte van 4 meter en een breedte van 1,6 meter. Ze bestond uit drie steenparen aan de lange zijde en één sluitsteen aan de smalle kant. De drie dekstenen lagen nog op de oorspronkelijke positie.

### Grab 4

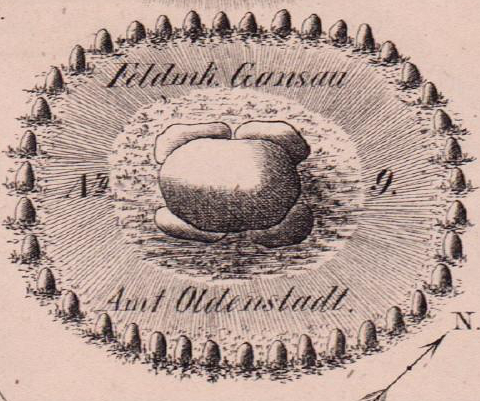
Grab 4 in Heidnische Alterthümer der Gegend von Uelzen im ehemaligen Bardengaue (Königreich Hannover), 1846

Grab 4 bezat een bijna volledige, ovalen krans met in het centrum de grafkamer. Deze was noordoost-zuidwestelijk georiënteerd en had twee paar stenen en een deksteen. Door de geringe grootte van deze kamer werd dit graf door Ernst Sprockhoff niet als hunebed, maar als Steinkiste aangeduid.